# Fontinalis
Fontinalis (hrv. Vodena mahovina) rod je mahovina iz podrazreda Bryidae, često se nalazi u tekućim slatkovodnim potocima i jezercima u umjerenim regijama. Od 20 vrsta vodene mahovine, 18 ih je porijeklom iz Sjeverne Amerike. Potočna mahovina može imati izdanke duge 30 – 100 (rijetko do 200) cm (12 – 40 inča) i obično su pričvršćene za kamen ili korijen drveta. Najčešća vrsta, F. antipyretica, ima duge, vitke grane prekrivene sjajnim, žućkastozelenim ili tamnozelenim filidima (strukture nalik listovima), duge 4 – 7 mm (0,2 – 0,25 inča) i raspoređene u tri reda. Muški i ženski spolni organi nalaze se na odvojenim biljkama.

## Vrste
1. Fontinalis antipyretica Hedw.
2. Fontinalis bogotensis Hampe
3. Fontinalis caravaeana Farneti ex Paris
4. Fontinalis dalecarlica Bruch & Schimp.
5. Fontinalis dichelymoides Lindb.
6. Fontinalis flaccida Renauld & Cardot
7. Fontinalis fosteri Cardot
8. Fontinalis howellii Renauld & Cardot
9. Fontinalis hygrometrica (Hedw.) P.Syd.
10. Fontinalis hypnoides Hartm.
11. Fontinalis missourica Cardot
12. Fontinalis neomexicana Sull. & Lesq.
13. Fontinalis novae-angliae Sull.
14. Fontinalis perfida Cardot
15. Fontinalis pristina Lesq.
16. Fontinalis redfearnii B.H.Allen
17. Fontinalis sismondana Schimp.
18. Fontinalis sphagnifolia (Müll.Hal.) Wijk & Margad.
19. Fontinalis squamosa Hedw.
20. Fontinalis subconnivens Lindb.
21. Fontinalis sullivantii Lindb.
22. Fontinalis welchiana B.H.Allen